# Paradisi per illusi
Paradisi per illusi è il secondo album in studio del gruppo musicale italiano Negrita, pubblicato nel maggio 1995 dalla Black Out.

## Il disco
Registrato nella primavera del 1995 allo Studio IRA e Larione 10 di Firenze da Fabrizio Simoncioni, l'album è caratterizzato dalla presenza di sei tracce (più una traccia fantasma, Ambience), oltre che da sonorità molto vicine ai The Black Crowes.

## Tracce
1. Indie – 3:30
2. Vai, ragazzo vai – 5:14
3. Oltre il confine – 4:13
4. Paradisi per illusi – 5:07
5. War – 3:22
6. Io sono – 21:00 – Il brano "Io sono" dura 5:05. La traccia fantasma Ambience inizia al minuto 14:40, dopo diversi minuti di rumori di pioggia e di grilli.

## Formazione
Gruppo
- Paolo Bruni – voce e armonica
- Enrico Salvi – chitarra, voce
- Cesare Petricich – chitarra
- Francesco Li Causi – basso
- Roberto Zamagni – batteria

Altri musicisti
- Paolo Baglioni – percussioni (traccia 6)